# Rickard Rakell
Rickard Lars Gunnar Roland Rakell (* 5. Mai 1993 in Stockholm) ist ein schwedischer Eishockeyspieler, der seit März 2022 bei den Pittsburgh Penguins in der National Hockey League unter Vertrag steht. Zuvor verbrachte der rechte Flügelstürmer fast zehn Jahre in der Organisation der Anaheim Ducks. Mit der schwedischen Nationalmannschaft gewann er die Goldmedaille bei der Weltmeisterschaft 2018.

## Karriere
Rickard Rakell begann seine Karriere als Eishockeyspieler in der Nachwuchsabteilung von Spånga IS, in der er bis 2008 aktiv war. Anschließend wechselte der Center zu AIK Solna, für dessen U16-, U18- und U20-Junioren er in den folgenden beiden Jahren spielte. Zur Saison 2010/11 schloss er sich den Plymouth Whalers aus der kanadischen Top-Juniorenliga Ontario Hockey League an. In seiner ersten Spielzeit in Nordamerika erzielte er in insgesamt 50 Spielen 19 Tore und 24 Vorlagen, woraufhin er im NHL Entry Draft 2011 in der ersten Runde als insgesamt 30. Spieler von den Anaheim Ducks ausgewählt wurde.
In der darauffolgenden Saison konnte er seine Punkteausbeute auf 62 Punkte in 60 Spielen steigern und überzeugte auch in den Playoffs mit 12 Punkten in 13 Spielen für Plymouth in der Ontario Hockey League.
Anfang Juli 2012 unterschrieb Rakell einen Einstiegsvertrag mit den Anaheim Ducks über drei Jahre. Nachdem der Schwede im Trainingscamp der Ducks überzeugte, debütierte er nach Beendigung des NHL-Lockouts in der darauffolgenden Saison – am 19. Januar 2013 im Auswärtsspiel bei den Vancouver Canucks – für die Anaheim Ducks in der National Hockey League. Er bestritt insgesamt vier Spiele für Anaheim, blieb dabei aber punktlos. Nachdem er zu den Whalers wieder zurückgeschickt wurde, beendete er die reguläre Saison mit 44 Punkten in 40 Spielen und wusste auch mit 15 Punkten in ebenso vielen Partien in den Playoffs zu überzeugen.
Nach der Saison 2015/16 konnte sich der Schwede als Restricted Free Agent lange Zeit nicht auf einen neuen Vertrag mit den Ducks einigen, sodass er zu Beginn der neuen Spielzeit nicht im Aufgebot des Teams stand. Erst am 14. Oktober 2016 unterzeichnete er einen neuen Sechsjahresvertrag in Anaheim, der ihm ein durchschnittliches Jahresgehalt von 3,8 Millionen US-Dollar einbringen soll. In der Saison 2017/18 steigerte er seine persönliche Statistik deutlich auf einen bisherigen Karriere-Bestwert von 69 Punkten in 77 Spielen. Zudem führte er die Ducks damit erstmals in der Scorerwertung an.
In den folgenden Jahren konnte Rakell an diese Leistungen jedoch nicht anknüpfen, ebenso wie die Ducks als Team. Im März 2022 wurde er dann, nach fast zehn Jahren in Anaheim, zur Trade Deadline an die Pittsburgh Penguins abgegeben, wobei Anaheim weiterhin 35 % seines Gehalts übernahm. Im Gegenzug erhielten die Ducks Zach Aston-Reese, Dominik Simon, die NHL-Rechte an Nachwuchstorhüter Calle Clang sowie ein Zweitrunden-Wahlrecht im NHL Entry Draft 2022.

### International
Für Schweden nahm Rakell an den U20-Junioren-Weltmeisterschaften 2011, 2012 und 2013 teil. Im Jahr 2016 stand er im schwedischen Aufgebot für den World Cup of Hockey, musste jedoch im Rahmen der Vorbereitung auf das Turnier krankheitsbedingt absagen. Bei der Weltmeisterschaft 2018 gewann er mit den Tre Kronor die Goldmedaille, wobei er sein Team mit 14 Scorerpunkten anführte und ins All-Star-Team des Turniers gewählt wurde.

## Erfolge und Auszeichnungen
- 2011 Teilnahme am CHL Top Prospects Game
- 2018 Teilnahme am NHL All-Star Game

### International
| - 2010 Bronzemedaille bei der World U-17 Hockey Challenge - 2010 Bronzemedaille beim Ivan Hlinka Memorial Tournament - 2012 Goldmedaille bei der U20-Junioren-Weltmeisterschaft | - 2013 Silbermedaille bei der U20-Junioren-Weltmeisterschaft - 2018 Goldmedaille bei der Weltmeisterschaft - 2018 All-Star-Team der Weltmeisterschaft |

## Karrierestatistik
Stand: Ende der Saison 2024/25

### International
Vertrat Schweden bei:
| - World U-17 Hockey Challenge 2010 - Ivan Hlinka Memorial Tournament 2010 - U20-Junioren-Weltmeisterschaft 2011 - U20-Junioren-Weltmeisterschaft 2012 | - U20-Junioren-Weltmeisterschaft 2013 - Weltmeisterschaft 2018 - Weltmeisterschaft 2021 - 4 Nations Face-Off 2025 |

(Legende zur Spielerstatistik: Sp oder GP = absolvierte Spiele; T oder G = erzielte Tore; V oder A = erzielte Assists; Pkt oder Pts = erzielte Scorerpunkte; SM oder PIM = erhaltene Strafminuten; +/− = Plus/Minus-Bilanz; PP = erzielte Überzahltore; SH = erzielte Unterzahltore; GW = erzielte Siegtore; 1 Play-downs/Relegation; Kursiv: Statistik nicht vollständig)